# Bredereiche
Bredereiche ist ein Ortsteil der Stadt Fürstenberg/Havel im Norden des Landes Brandenburg. Bis zum Jahr 2003 war Bredereiche eine selbstständige Gemeinde. Die Fläche des Ortsteils beträgt 22,67 km².

## Geographie

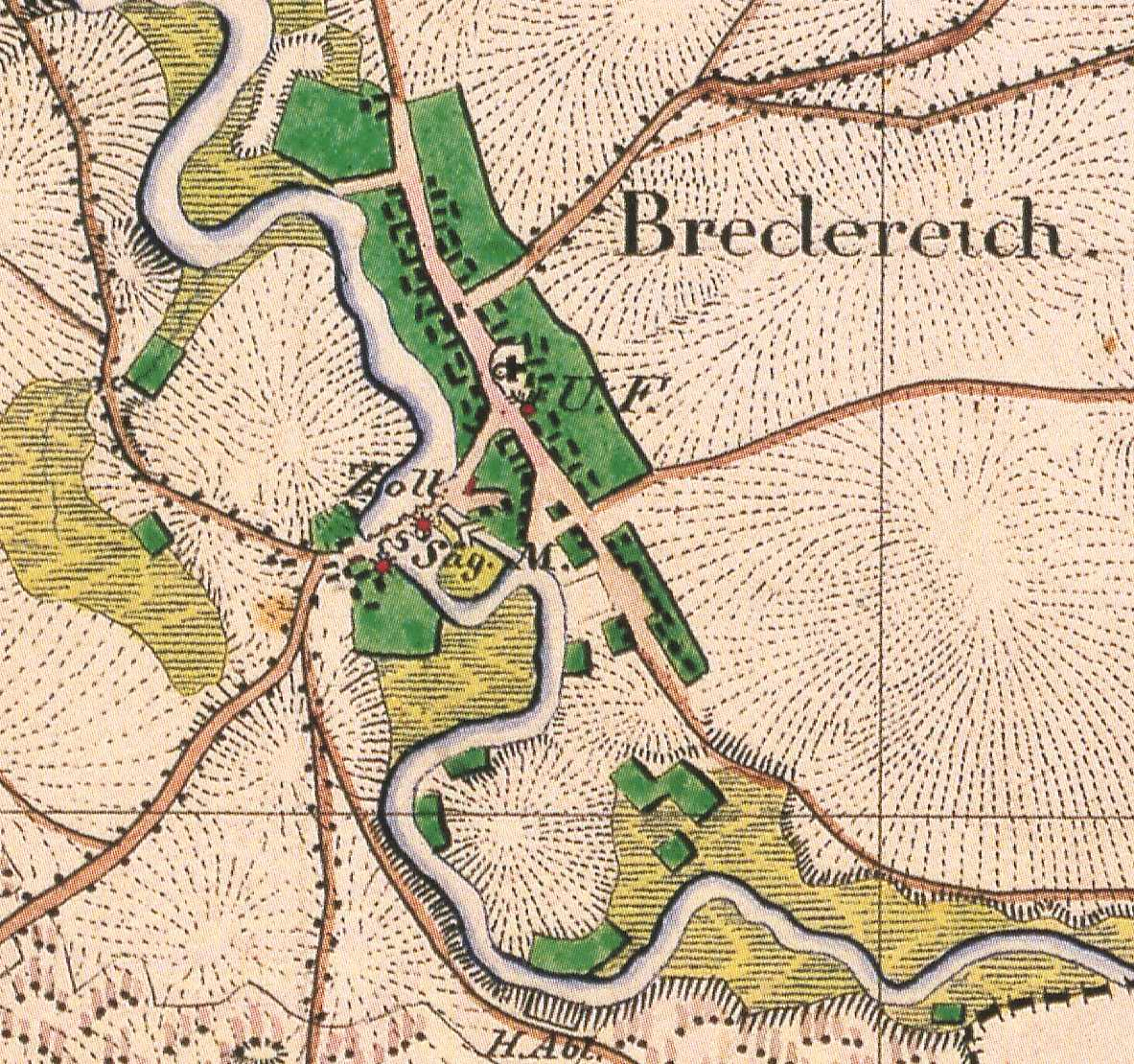
Bredereiche auf einem Messtischblatt der Preußischen Uraufnahme von 1825

Bredereiche grenzt im Norden an den Fürstenberger Ortsteil Himmelpfort, im Osten an die Stadt Lychen, im Süden an die Fürstenberger Ortsteile Barsdorf und Blumenow sowie im Westen an die Stadt Gransee und den Fürstenberger Ortsteil Zootzen. Vom Zentrum der Stadt Fürstenberg/Havel ist Bredereiche etwa neun Kilometer entfernt. Der Ortsteil wird auf einer Länge von zwei Kilometern von der Havel durchflossen. Der Fluss teilt Bredereiche in das ehemalige Regelsdorf und den Dorfkern. Im Osten liegt das Waldgebiet Himmelpforter Heide. Bredereiche hat Anteil am Naturschutzgebiet Kleine Schorfheide.

## Geschichte
1307 wird der Ort erstmals als Klosterdorf des Zisterzienserklosters Himmelpfort erwähnt. Der Markgraf von Brandenburg schenkte 1317 das westlich der Havel gelegene Regelsdorf an Bredereiche. Nach Auflösung des Klosters Himmelpfort wird Bredereiche 1541 an Hans von Armin verpfändet und 1551 dem kurfürstlichen Rat Adam von Trott erst pfandweise und ab 1557 als Erblehen übergeben. 1574 lebten 21 Bürger in Bredereiche. Den Dreißigjährigen Krieg (1618–1648) überlebte lediglich eine Familie. Die Kirche und sämtliche Häuser wurden zerstört.
1687 begann der Wiederaufbau des Ortes und 1689 erfolgte die Einweihung der wiedererrichteten Kirche. Durch Aussterben der Familie von Trott fiel Bredereiche 1727 an den preußischen König Friedrich Wilhelm I. und kam in Verwaltung des Amtes Badingen. Der Bau einer ersten Schleuse 1737 legte den Grundstein für die Entwicklung des Ortes zum Schifferdorf. 1915 gab es in Bredereiche 54 Schiffseigner. Der letzte Binnenschiffer stellte den Betrieb seines Motorschiffes jedoch im Jahre 1990 ein.
Bredereiche wurde am 26. Oktober 2003 nach Fürstenberg/Havel eingemeindet.

## Bevölkerungsentwicklung
| Jahr | Einwohner |
| ---- | --------- |
| 1875 | 861       |
| 1890 | 1.081     |
| 1925 | 1.509     |
| 1933 | 1.538     |
| 1939 | 1.492     |

| Jahr | Einwohner |
| ---- | --------- |
| 1946 | 1.765     |
| 1950 | 1.698     |
| 1964 | 1.218     |
| 1971 | 1.093     |
| 1981 | 994       |

| Jahr | Einwohner |
| ---- | --------- |
| 1985 | 958       |
| 1989 | 915       |
| 1990 | 902       |
| 1991 | 904       |
| 1992 | 891       |

| Jahr | Einwohner |
| ---- | --------- |
| 1993 | 872       |
| 1994 | 862       |
| 1995 | 862       |
| 1996 | 871       |
| 1997 | 861       |

| Jahr | Einwohner |
| ---- | --------- |
| 1998 | 847       |
| 1999 | 842       |
| 2000 | 820       |
| 2001 | 803       |
| 2002 | 793       |
| 2017 | 595       |

Gebietsstand des jeweiligen Jahres

## Kultur und Sehenswürdigkeiten
Die Dorfkirche wurde 1689 auf dem Boden des einstigen Dorfangers erbaut. Der Fachwerkbau ruht auf einem sichtbaren massiven Feldsteinsockel, welcher bereits als Fundament einer früheren Kirche diente. Die Kirche besitzt ein reich verziertes Giebeldreieck am Ostgiebel mit vier Andreaskreuzen. Am Westgiebel befinden sich eine ins Fachwerk eingelassene Rundbogentür und zahlreiche Knaggen. Die Bredereicher Kirche ist hiermit ein Beispiel typischer märkischer Fachwerkbauweise.
Die Holländerwindmühle wurde 1903/1904 erbaut und 1968 außer Betrieb genommen. Später erfolgte eine teilweise Rekonstruktion.

## Wirtschaft und Infrastruktur

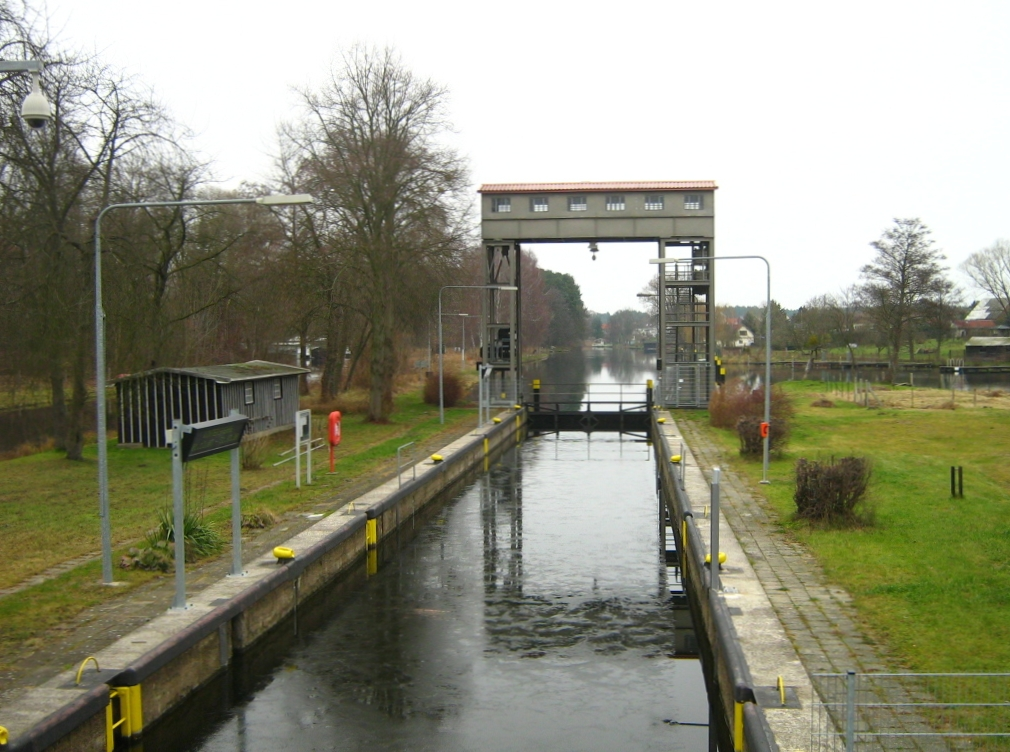
Schleuse Bredereiche

Die erste Schleuse Bredereiche wurde 1737/39 gebaut. Die Staustufe verbesserte die Bedingungen für die Schifffahrt und die Flößerei. Parallel zur alten Schleuse wurde von 1950 bis 1952 eine modernere Schleuse errichtet. Dazu wurde ein neues, 400 m langes Kanalbett parallel zur alten Havel ausgehoben. Mit einer Kombination von Stemm- und Hubtor wird ein Höhenunterschied von 3,20 m ausgeglichen. An der Stelle der alten Schleuse befindet sich heute eine Wasserkraftanlage zur Stromerzeugung.

## Persönlichkeiten

### In Bredereiche geboren
- Else Ehrich (1914–1948), Aufseherin in Konzentrationslagern

### Mit Bredereiche verbunden
- Erich Hoepner (1886–1944), Offizier und Widerstandskämpfer, seit 1943 Einwohner
- Günther Vormum (1926–2013), Chemiker, 1933–1937 Volksschüler